# Język czinuk
Język czinuk – wymierający język plemienia Czinuków zamieszkującego tereny u ujścia rzeki Kolumbii.